# Ценя-Фольварк
Ценя-Фольварк (пол. Cienia-Folwark) — село в Польщі, у гміні Опатувек Каліського повіту Великопольського воєводства.
Населення — 104 особи (2011).
У 1975-1998 роках село належало до Каліського воєводства.

## Демографія
Демографічна структура станом на 31 березня 2011 року:
|          | Загалом | Допрацездатний вік | Працездатний вік | Постпрацездатний вік |
| -------- | ------- | ------------------ | ---------------- | -------------------- |
| Чоловіки | 51      | 14                 | 31               | 6                    |
| Жінки    | 53      | 8                  | 35               | 10                   |
| Разом    | 104     | 22                 | 66               | 16                   |